# Прямокрилі
Прямокри́лі (Orthoptera) — ряд комах. Найвідоміші представники — коники, цвіркуни, сарана.
У світі відомо більше 27 000, а в Україні — дві сотні видів прямокрилих. Зустрічаються представники прямокрилих по всій земній кулі, в тому числі за полярним колом, у тропіках і в пустелях. Серед них багато екзотичних представників, бо група належить до древніх форм комах, разом з тарганами, богомолами тощо. Для цих комах характерно те, що голова причленована так, що дивиться в бік, а не вперед. Крил дві пари: передні більш жорсткі і використовуються як надкрила, задні більші, основний рушій в польоті, після посадки складаються як віяло і прикриваються передніми крилами. Характерні задні ноги стрибального типу, через які ці комахи мають додаткову назву — стрибаючі комахи (Saltatoria). Прямокрилі вміють спеціально видавати різноманітні звуки і можуть їх сприймати за допомогою спеціальних органів, різних у різних родинах цього ряду.
Вагомий внесок у вивчення цього ряду комах зробили  Г.Я. Бей-Бієнко, В. М. Дірш, Б. П. Уваров та інші.
Дев'ять видів прямокрилих занесено до Червоної книги України. 

## Етимологія
Назва походить від дав.-гр. ὀρθός — «прямий» и πτερόν — «крило».

## Характеристика
Прямокрилі мають зазвичай циліндричну форму тіла, задні ноги витягнуті для стрибків. Вони мають гризучий тип ротового апарату і великі складні очі, можуть мати або не мати вічок, в залежності від виду. Антени мають кілька суглобів, і різної довжини.
Перший і третій сегменти грудної клітки збільшуються, в той час як другий сегмент значно коротший. Крил мають дві пари, передні більш жорсткі і використовуються як надкрилки, задні більші, основний рушій в польоті, після посадки складаються як віяло і прикриваються передніми крилами.

## Життєвий цикл
Прямокрилі мають життєвий цикл з неповним перетворенням. Використання звуку, як правило, має вирішальну роль у залицянні і більшість видів мають різні пісні. Більшість саранових відкладає яйця в землю або на рослинність. З яєць вилуплюються молоді німфи, що нагадують дорослих, але не мають крил. Іноді у них радикально відрізняється забарвлення. Через послідовні линьки німфи розробляють крила до їх остаточної линьки в зрілому віці з повністю розвиненими крильми.
Число линьок коливається між видами; зростання також дуже мінливе і може зайняти від декількох тижнів до декількох місяців залежно від наявності їжі та погодних умов.

## Еволюція
Цей ряд комах розвинувся 300  мільйонів років тому з поділом на два підряди – Caelifera та Ensifera – 256 мільйонів років тому.

## Взаємодію з людиною

### Шкода
Деякі види прямокрилих як наприклад сарана перелітна вважаються шкідниками, cарана має здатність з'їдати до власної маси тіла за один день.

### Вживання в їжу
Прямокрилі також використовуються як продукти харчування.
Деякі прямокрилі вважаються кошерними в юдаїзмі. Список дієтичних законів в книзі Левіт забороняє всі літаючі комахи, які ходять, але робить виняток для сарани.
Деякі народи світи поїдають їх як делікатеси.

## Класифікація

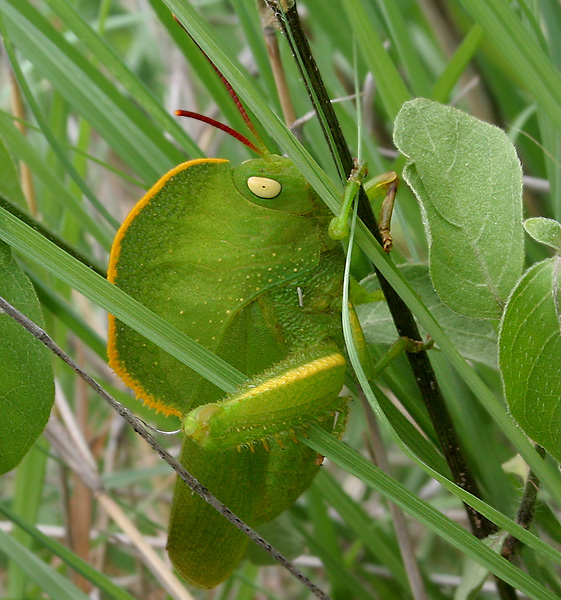
Teratodus monticollis із родини Acrididae

- Підряд Ensifera — довговусі прямокрилі
  - Надродина Grylloidea
    - Gryllidae — Цвіркуни
    - Gryllotalpidae — Капустянки або Вовчки
    - Mogoplistidae
    - Myrmecophilidae

  - Надродина Hagloidea
    - Haglidae†
    - Hagloedischiidae†
    - Prophalangopsidae
    - Tuphellidae†

  - Надродина Phasmomimoidea†
    - Phasmomimidae†

  - Надродина Rhaphidophoroidea
    - Rhaphidophoridae

  - Надродина Schizodactyloidea
    - Schizodactylidae

  - Надродина Stenopelmatoidea
    - Anostostomatidae
    - Cooloolidae
    - Gryllacrididae
    - Stenopelmatidae

  - Надродина Tettigonioidea
    - Haglotettigoniidae†
    - Tettigoniidae
- Підряд Caelifera — Teratodus monticollis із родини Acrididae

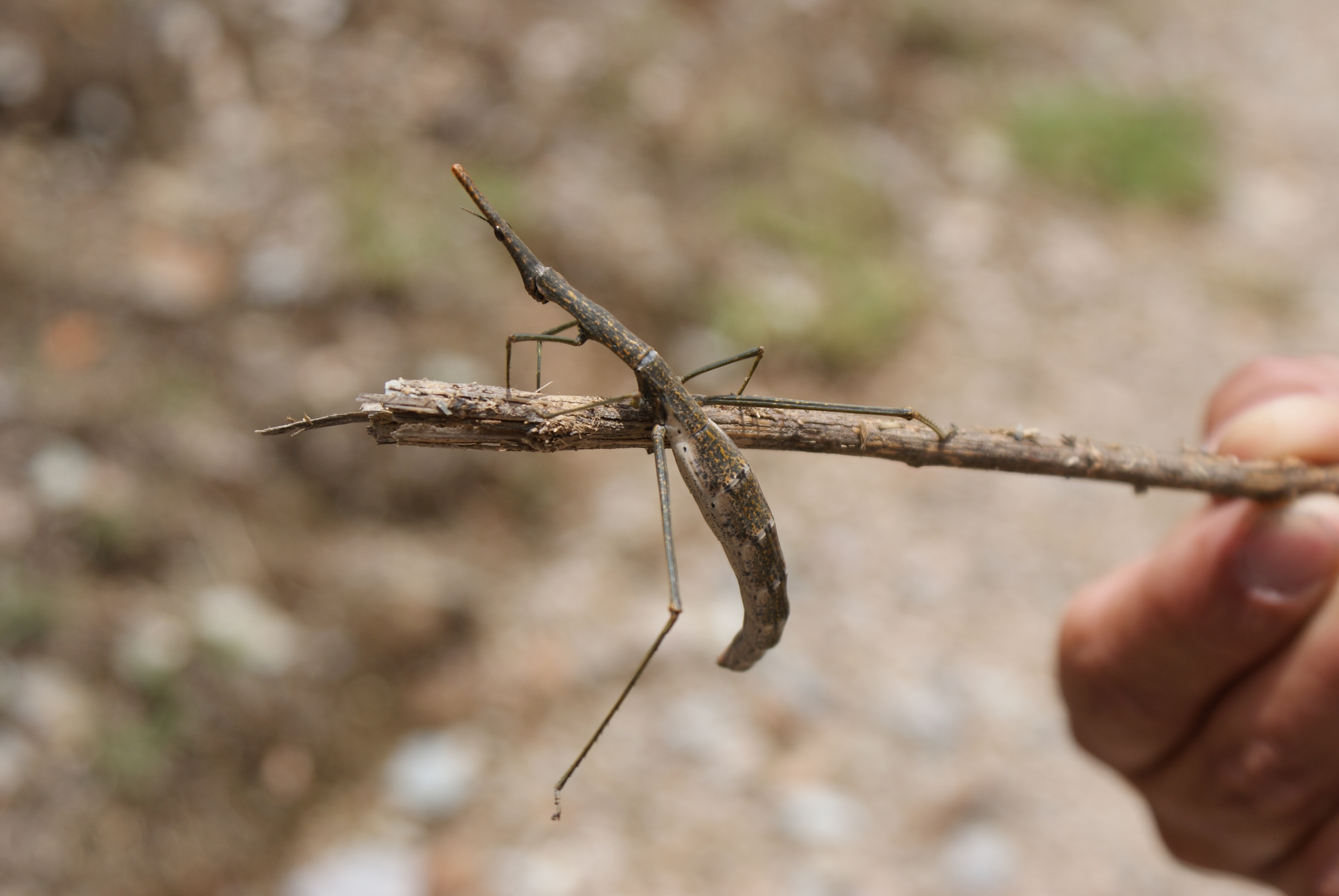
Представник родини Proscopiidae в Андах (Перу)

  - Інфраряд Acrididea
    - Надродина Acridoidea
      - Acrididae
      - Charilaidae
      - Dericorythidae
      - Lathiceridae
      - Lentulidae
      - Lithidiidae
      - Ommexechidae
      - Pamphagidae
      - Pyrgacrididae
      - Romaleidae
      - Tristiridae

    - Надродина Eumastacoidea
      - Chorotypidae
      - Episactidae
      - Eumastacidae
      - Euschmidtiidae
      - Mastacideidae
      - Morabidae
      - Promastacidae†
      - Proscopiidae
      - ThericleidaeПредставник родини Proscopiidae в Андах (Перу)

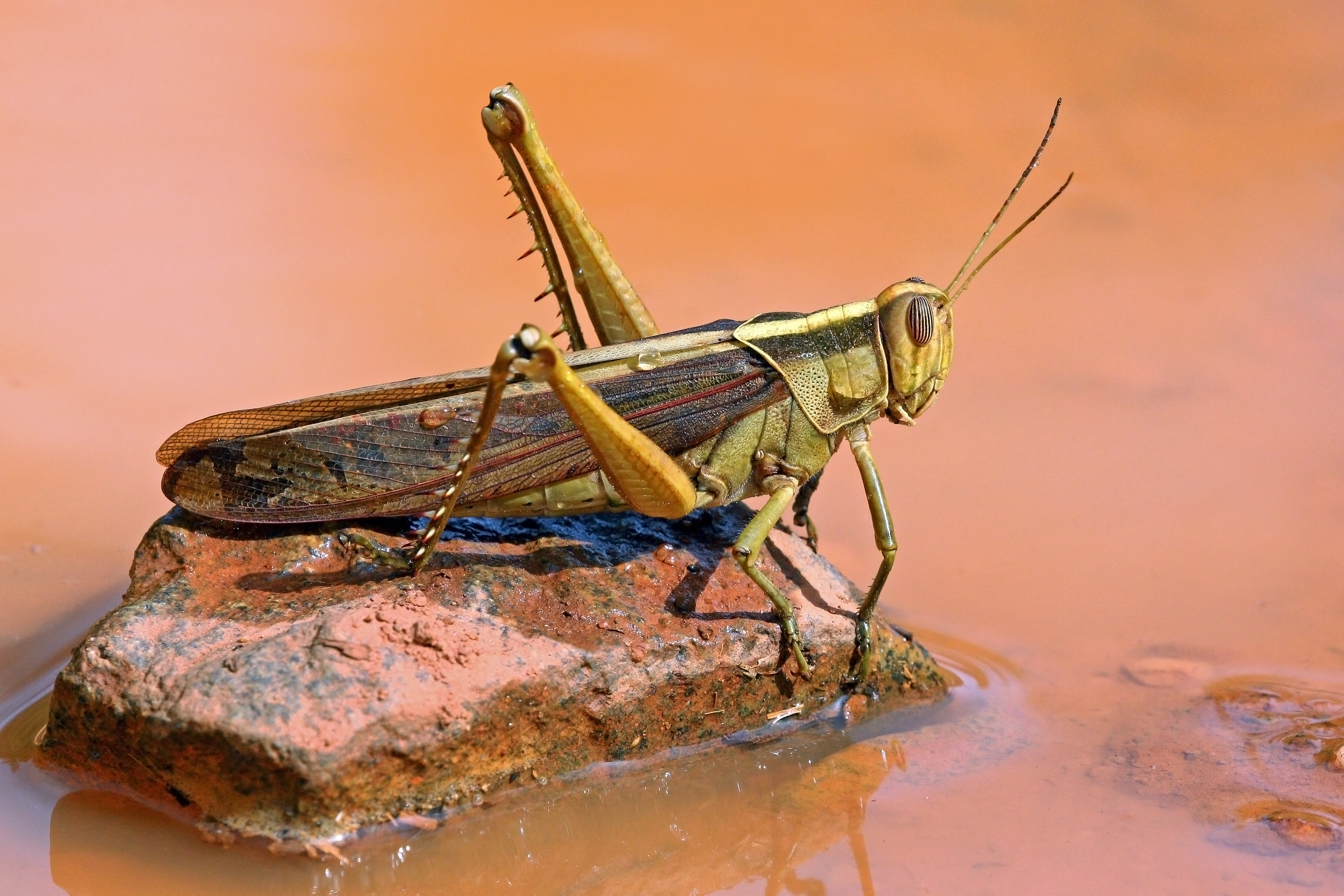
Сарана садова (Acanthacris ruficornis), Гана

    - Надродина Locustopsoidea†
      - Araripelocustidae†
      - Bouretidae†
      - Eolocustopsidae†
      - Locustavidae†
      - Locustopsidae†

    - Надродина Pneumoroidea
      - Pneumoridae

    - Надродина Pyrgomorphoidea
      - Pyrgomorphidae

    - Надродина Tanaoceroidea
      - Tanaoceridae

    - Надродина Tetrigoidea
      - Tetrigidae

    - Сарана садова (Acanthacris ruficornis), ГанаНадродина Trigonopterygoidea
      - Trigonopterygidae
      - Xyronotidae

  - Інфраряд Tridactylidea
    - Надродина Dzhajloutshelloidea†
      - Dzhajloutshellidae†

    - Надродина Regiatoidea†
      - Regiatidae†

    - Надродина Tridactyloidea
      - Cylindrachetidae
      - Ripipterygidae
      - Tridactylidae — Триперсткові